# Juan Espinal
Juan Fernando Espinal Ramírez (* 27. Juni 1982 in Jericó, Departamento de Antioquia) ist ein kolumbianischer Politiker des Demokratischen Zentrums CD (Centro Democrático), der unter anderem seit 2018 Mitglied des Repräsentantenhauses (Cámara de Representantes) und seit 2023 Zweiter Vizepräsident des Repräsentantenhauses ist.

## Leben
Juan Fernando Espinal Ramírez absolvierte nach dem Schulbesuch ein Studium der Rechtswissenschaften und nahm nach der Zulassung eine Tätigkeit als Rechtsanwalt auf, wobei er sich auf Staats- und Verwaltungsrecht spezialisierte und diese Fächer auch als Universitätsdozent lehrte. Daneben begann er sein politisches Engagement und war unter anderem Koordinator im Stab von Paola Holguín, die seit 2014 Mitglied des Senats ist. Des Weiteren war er Sekretär der Gemeinderegierung von El Peñol sowie Berater des Direktors von CORANTIOQUIA (Corporación Autónoma Regional del Centro de Antioquia), eine nationale Umweltschutzorganisation öffentlichen Rechts. Außerdem fungierte er als Sekretär der Stadtregierung von Medellín und engagierte sich für das Demokratische Zentrum CD (Centro Democrático) in der Kommunalpolitik als Mitglied des Stadtrates von Medellín.
Bei der Parlamentswahl am 11. März 2018 wurde Espinal für das Demokratische Zentrum im Wahlkreis Antioquia für die Legislaturperiode 2018 bis 2022 erstmals zum Mitglied des Repräsentantenhauses (Cámara de Representantes) gewählt. Während dieser Zeit war er Mitglied sowie in der Sitzungsperiode 2018/2019 auch Vizepräsident der Fünften Ständigen Verfassungskommission (Comisión Quinta Constitucional Permanente), die für Landwirtschaft, Ökologie; Umwelt und natürliche Ressourcen, Entscheidung und Rückgewinnung von Grundstücken, Fischereiressourcen und Meeresangelegenheiten, Bergbau und Energie sowie regionale autonome Unternehmen zuständig ist. Des Weiteren war er zwischen 2019 und 2021 und Mitglied der Sonderkommission für territoriale Planung (Comisión Especial Ordenamiento Territorial) und befasste sich insbesondere mit Fragen der Überwachung, Schutz und Regulierung der Ökosysteme der Páramos und aktuellen Problemen des „Hidroituango-Projekts“, der Ituango-Talsperre im Departamento de Antioquia.
Juan Espinal wurde bei der Wahl am 13. März 2022 für das Centro Democrático im Wahlkreis Antioquia mit 43.265 Stimmen für die Legislaturperiode 2022 bis 2026 als Mitglied des Repräsentantenhauses wiedergewählt. Er wurde abermals Mitglied der Fünften Ständigen Verfassungskommission und ferner Mitglied der Ethik- und Statutskommission der Mitglieder des Kongresses (Comisión de Ética y Estatuto del Congresista). Seit dem 20. Juli 2023 ist Espinal für eine einjährige Amtszeit Zweiter Vizepräsident des Repräsentantenhauses und damit nach dem Ersten Vizepräsidenten Fernando Niño zweiter Stellvertreter von Parlamentspräsident Andrés Calle.